# Rabah Taleb
Rabah Taleb, né en 1930 à Tizit (wilaya de Tizi Ouzou), et mort le 22 décembre 2015 à l’âge de 85 ans, est un chanteur et auteur-compositeur-interprète algérien d'expression kabyle.

## Biographie
Rabah Taleb nait en 1930 à Tizit, village juché au sommet d'une colline dominant la vallée d'Ifferhounen à Ain el Hammam (jadis « Michelet ») en Kabylie. Il y vit jusqu'en 1950. À 20 ans, il entreprend son premier voyage en Moselle (France). En observant un guitariste d'origine mozabite nommé « Hamid Ou M'zabi », accompagnant certains chanteurs déjà connus à l'époque tels que Slimane Azem et Cheikh El Hasnaoui, il s'intéresse à la musique et au chant. Il se lance en 1955, participant à l'émission d'amateurs à Radio Paris, dirigée par Amraoui Meyssoum entre autres, avant d'entamer sa carrière professionnelle, qu'il poursuit jusqu'à la fin des années 1990. À la fin de sa vie, il vit en retraité se déplaçant régulièrement entre la France et l'Algérie.

## Discographie
- Ttnadiɣ ɣef zzher-iw
- Ay aqjun kečč d aḥbib-iw
- A lfenn
- Yenza nnif
- Ay isem εzizen a Micli
- Ifukk zzit di lmeṣbaḥ
- Tezga ṣṣifa-m
- Ruḥ ay aḥbib-iw
- A wigad yettmeyyizen
- Ttrunt wallen-iw
- Ma tecfam ay igudar
- A tacekkirt n lɣaba
- A tiṭ nnig leεǧar